# Timbres de France 2004
Cet article recense les timbres de France émis en 2004 par La Poste. 

## Généralités

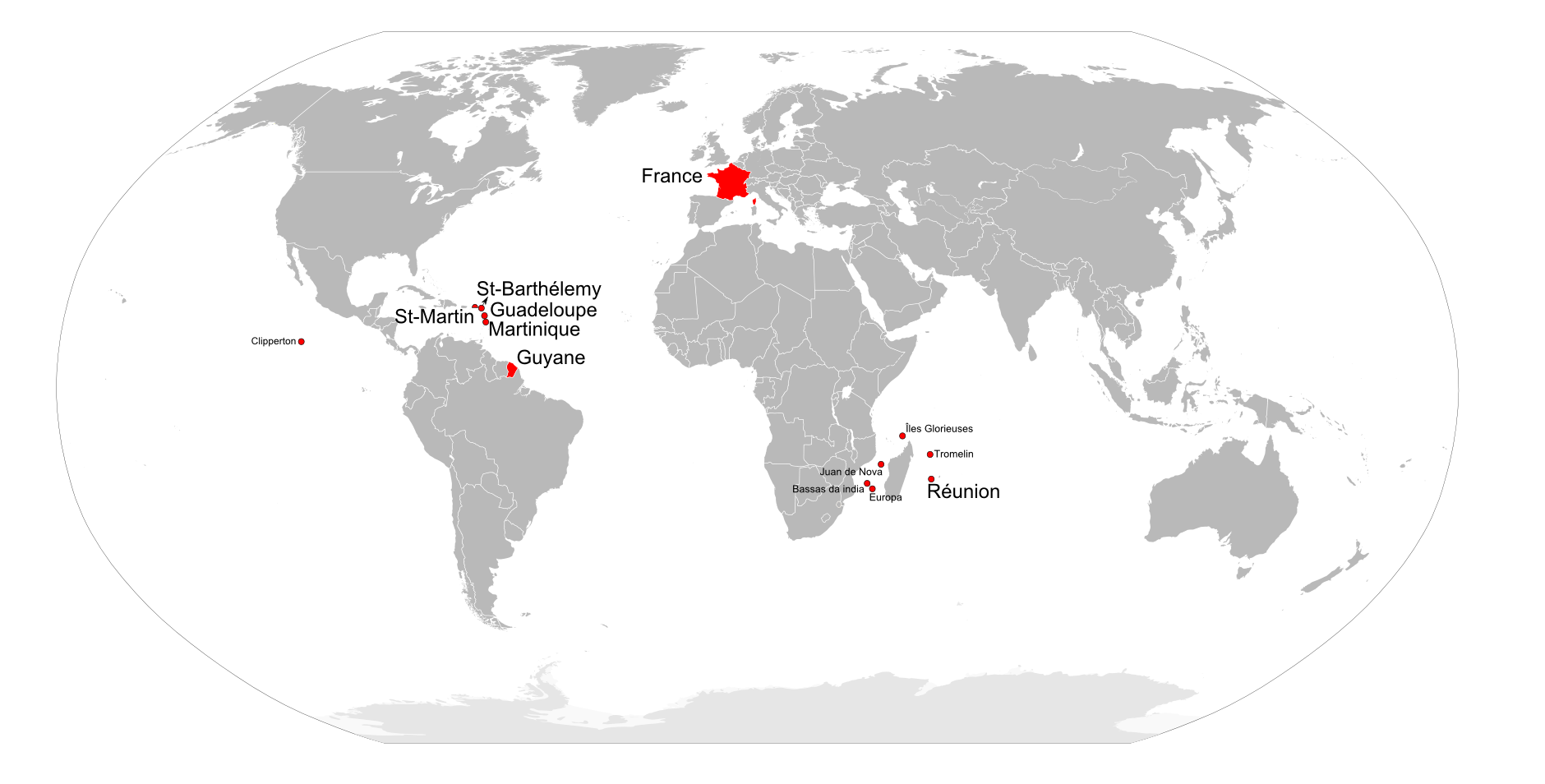
Lieu d'utilisation des timbres de France. Pour les territoires inhabités, l'utilisation est théorique, mais possible par les missions militaires et scientifiques.

Les timbres portent les mentions « RF La Poste 2004 » (RF pour République française) jusqu'en novembre 2004. À cette date, la mention du pays devient « France » pour respecter une règle de l'Union postale universelle qui demande que le nom du pays émetteur figure en entier en alphabet latin.
La valeur faciale est libellée en euros (€).
Les timbres de France sont en usage en France métropolitaine, en Corse et dans les quatre départements d'outre-mer (Guadeloupe, Guyane, Martinique et Réunion).
Le programme philatélique de France pour 2004 a été fixé par des arrêtés du ministère de l'Industrie.

## Légende
Pour chaque timbre, le texte rapporte les informations suivantes :
- date d'émission, valeur faciale et description,
- formes de vente,
- artistes concepteurs et genèse du projet,
- manifestation premier jour,
- date de retrait, tirage et chiffres de vente,

ainsi que les informations utiles pour une émission donnée.

## Janvier

### Annonces
Le 12 janvier, sont émis deux timbres d'annonce « Ceci est une invitation » et « Un grand merci », tous deux d'une valeur faciale de 0,50 €. Le premier message est écrit en rouge sur fond jaune, le second en vert sur fond mauve. Les points des « i » sont perforés.
Les deux timbres sont l'œuvre de Benjamin Vautier (signé « Ben » directement à l'intérieur du dessin). Ils sont imprimés en héliogravure en feuille de 50 timbres.
Ils sont retirés de la vente le 29 juillet 2005. Environ 10,77 millions de timbres « Un grand merci » et 10,6 millions de « Ceci est une invitation ».

### C'est une fille / C'est un garçon
Le 12 janvier, sont émis deux carnets de dix timbres autocollants à 0,50 € pour annoncer la naissance d'un enfant. Le timbre « C'est une fille » représente un bébé déguisée en abeille endormie sur une fleur ; « C'est un garçon » montre un bébé déguisé en papillon endormi au sol.
Les photographies sont l'œuvre d'Anne Geddes. Les timbres sont mis en page par Aurélie Baras pour une impression en offset.
Les deux carnets sont retirés de la vente le 29 juillet 2005.

### Lille 2004, capitale européenne de la culture
Le 12 janvier, est émis un timbre pour annoncer le titre de « capitale européenne de la culture » que la ville de Lille a reçu par le Parlement européen pour l'année 2004. 
La photographie est mise en page par Jean-Paul Cousin et le timbre imprimé en héliogravure en feuilles de 50 exemplaires.
Vendus à 4 575 000 exemplaires, le timbre est retiré de la vente le 10 septembre 2004.

### Saint-Valentin
Le 12 janvier, est émis deux timbres de Saint-Valentin dentelés en forme de cœur. Le timbre de 0,50 € représente un flacon du parfum N°5 de Chanel. Celui de 0,75 € est illustré d'un mannequin défilant devant la Tour Eiffel. En même temps que les timbres de feuilles, est émis un bloc-feuillet de cinq timbres de 0,50 € dont l'arrière-plan est également du même dessinateur.
Les deux timbres sont dessinés et mis en page par Karl Lagerfeld, styliste de la Maison Chanel.  Ils sont imprimés en héliogravure en feuilles de 40 timbres.
Le timbre est retiré de la vente le 28 janvier 2005 et le bloc le 16 juin 2006.
En 2005, la presse philatélique française découvre l'existence de feuilles de timbres autocollants aux types Chanel. La maison de couture a souhaité disposer de timbres commodes à utiliser pour son courrier. Le 15 juillet 2005, pour satisfaire les collectionneurs, La Poste met en vente par correspondance des feuilles de trente timbres autocollants au motif des deux cœurs Chanel.

## Février

### Auguste Bartholdi 1834-1904,La Liberté éclairant le monde
Le 23 février, dans la série artistique est émis un timbre de 0,90 € pour le centenaire de la mort d'Auguste Bartholdi et représentant la statue qu'il a conçue : la Liberté éclairant le monde, installée actuellement à New York. 0,90 € est le tarif d'une lettre simple pour l'Amérique, l'Asie et l'Océanie.
Dessiné et gravé par Yves Beaujard, le timbre est imprimé en taille-douce en feuille de 54 timbres.
Il est retiré de la vente le 28 janvier 2005.

## Mars

### Aliénor d'Aquitaine v. 1122-1204
Le 1er mars, est émis un timbre de 0,50 € commémorant les 800 ans de la mort d'Aliénor d'Aquitaine.
L'œuvre est un détail d'une miniature extraite du Poète et Aliénor, reine de France, redessinée et gravée par Martin Mörck pour une impression en taille-douce par feuille de 50 timbres.
Le timbre est retiré de la vente le 8 octobre 2004.

### Les couleurs de Marianne en euros. Les valeurs de la lettre
Le 1er mars, est émis un bloc-feuillet reprenant les huit timbres d'usage courant au type Marianne du 14 juillet qui correspondent aux affranchissements d'une lettre : écopli (timbre vert à validité permanente), lettre simple (rouge à validité permanente), 0,58 €, 0,70 €, 0,75 €, 0,90 €, 1,11 € et 1,90 €. Ce bloc met à jour le bloc précédent émis en février 2002, à la suite des changements des tarifs postaux du 1er juin 2003.
La Marianne du 14 juillet est dessinée par Ève Luquet et gravée en taille-douce par Claude Jumelet.
Le bloc est retiré de la vente le 18 février 2005, à la suite de l'émission le mois précédent de la nouvelle série d'usage courant, dite Marianne des Français.

### Fête du timbre: Mickey Mouse
Le 8 mars, pour la Fête du timbre, sont émis un timbre à l'effigie de Mickey Mouse et un carnet de dix timbres comprenant trois types différents. Le timbre Mickey de 0,50 € est accompagné dans le carnet de timbres de 0,45 € à l'effigie de Donald Duck et de timbres de 0,75 € à l'effigie de Minnie.
Pour la première fois, l'émission Fête du timbre comprend trois valeurs faciales différentes dans un carnet.
Les dessins fournis par la Walt Disney Company ont été mis en page par EuroDesign en feuille de 54 timbres et en carnet.
Le timbre et le carnet sont retirés de la vente le 25 mars 2005.

### Bicentenaire du Code civil
Le 15 mars, est émis un timbre commémoratif pour le bicentenaire de la promulgation du Code civil, le 21 mars 2004, par Napoléon Bonaparte. Le timbre, assez dépouillé, représente une allégorie féminine portant le Code et une balance de justice. La partie du gauche du timbre est consacrée au libellé « BICENTENAIRE DU CODE CIVIL ».
Le dessin est conçu par l'agence Virtual Creation et gravé par Jacky Larrivière pour une impression en taille-douce en feuille de 50 timbres.
Le retrait de la vente a lieu le 8 octobre 2004.

### George Sand 1804-1867
Le 22 mars, est émis un timbre de 0,50 € pour le bicentenaire de la naissance de l'écrivain George Sand. Le portrait de la dame est placé à gauche sur le timbre, devant sa maison de Nohant-Vic, dans l'Indre. Elle y a écrit une grande partie de son œuvre.
Le timbre est imprimé en taille-douce et représente un dessin et une gravure de Pierre Albuisson en feuilles de 60 timbres.
Le timbre est retiré de la vente le 8 octobre 2004.

### Clermont-Ferrand, Puy-de-Dôme

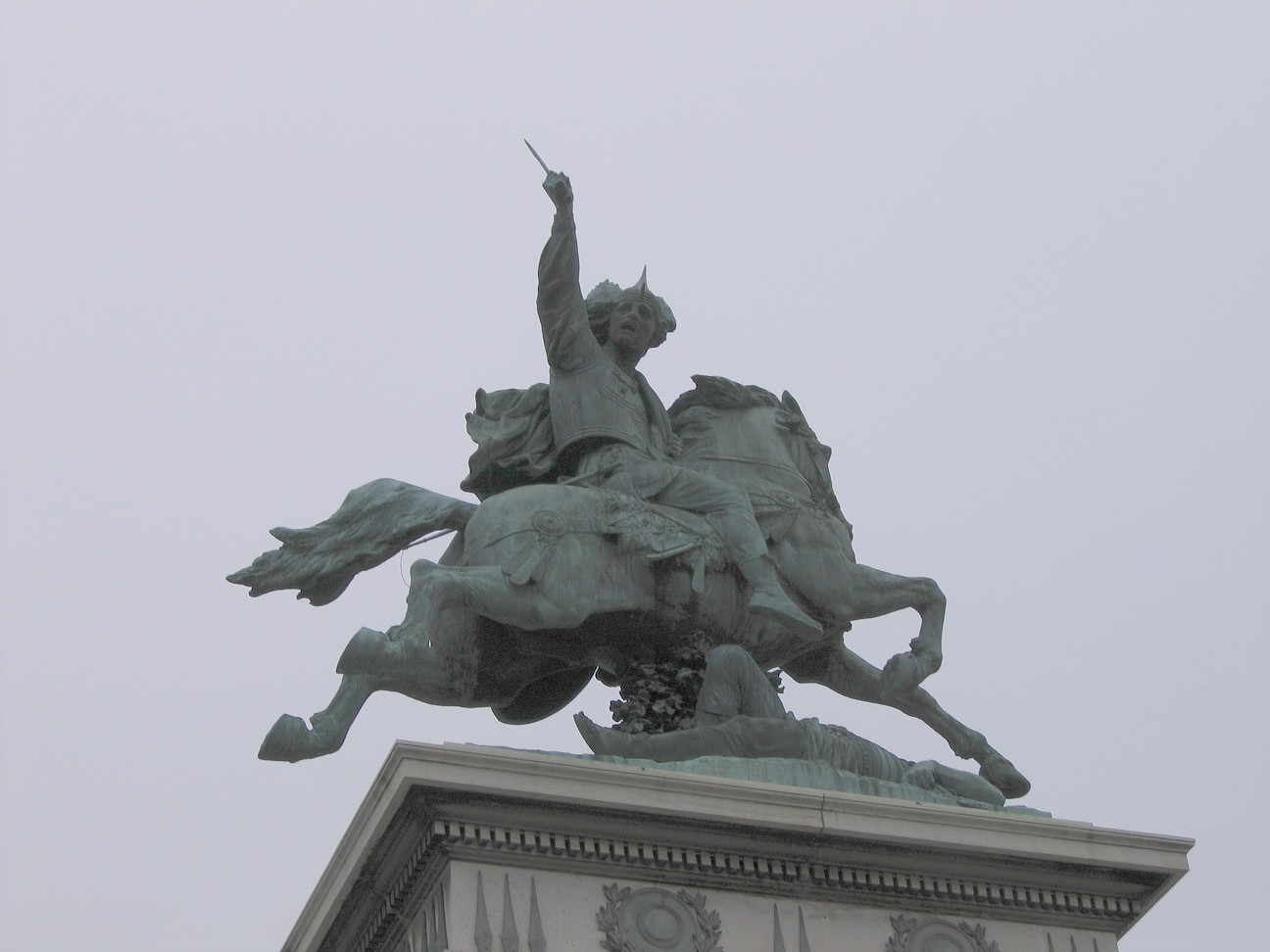
La statue de Vercingétorix, à Clermont-Ferrand.

Le 29 mars, est émis un timbre touristique de 0,50 € sur Clermont-Ferrand, présentant un panorama de la ville et la statue de Vercingétorix par Auguste Bartholdi visible sur la place de Jaude.
Le timbre est dessiné et gravé par Marie-Noëlle Goffin et imprimé en taille-douce en feuille de 54 timbres.
Il est retiré de la vente le 8 octobre 2004.

### Portrait de régions: la France à vivre
Le 29 mars, dans la série Portraits de régions, est émis un bloc de dix timbres de 0,50 € sur le thème « la France à vivre ». Sont représentés les plats traditionnels suivants : le clafoutis, les huîtres, le pain, la quiche lorraine et les vignobles du Beaujolais. Pour illustrer le folklore, ont été choisis : le bagad, la coiffe madras, la course landaise, la coutellerie et un marché de Provence. Le Carnet de voyage illustré par Claude Perchat est vendu avec un bloc de dix timbres.
Les photographies qui illustrent les timbres et le fond du bloc sont mises en page par Bruno Ghiringhelli, pour une impression en héliogravure.
Le bloc est retiré le 14 décembre 2007.

## Avril

### Entente cordiale 1904-2004
Le 7 avril, sont émis deux timbres dans le cadre d'une émission conjointe pour le centenaire de l'Entente cordiale, alliance formée par la France et le Royaume-Uni le 8 avril 1904. Les deux timbres de 0,50 € et 0,75 € repris également au Royaume-Uni représentent deux œuvres d'art. Le 0,75 € ne correspond à aucun tarif de courrier vers le Royaume-Uni.
Le 0,50 € est une œuvre de Sonia Delaunay et le 0,75 € une de Terry Frost, mises en page par Rose Design pour une impression en héliogravure.
Les timbres français sont retirés de la vente le 10 décembre 2004.

### Sécurité routière
Le 8 avril, est émis un timbre de 0,50 € consacré à la sécurité routière, dans le cadre d'une émission conjointe avec l'Administration postale des Nations unies (APNU). L'illustration représente un corps humain composé de cartes routières sur lequel s'impose une ceinture de sécurité portant un cœur.
Le dessin est de Michel Granger, mis en page par Jean-Paul Cousin et imprimé en héliogravure.
Le timbre français est retiré de la vente le 12 novembre 2004 après avoir été vendu à 4 333 000 exemplaires.
Chacun des trois bureaux de l'APNU a émis le 7 avril deux timbres sur le thème. C'est le bureau de Genève qui émet le même type que la France. L'Italie émet également le 7 avril deux timbres sur le même thème présentant des ressemblances avec les séries de l'APNU. Le même jour, les Kiribati émettent quatre timbres sur la sécurité routière dans le cadre du jour mondial de la santé.

### Jean-Léon Gérôme 1824-1904,Un combat de coqs
Le 19 avril, dans la série artistique, est émis un timbre de 1,11 € pour le centenaire de la mort du peintre Jean-Léon Gérôme. Est reproduite la peinture Un combat de coqs. Le timbre permet d'affranchir alors une lettre de 50 à 100 grammes pour la France.
Imprimé en héliogravure, l'œuvre est mise en page par Michel Durand-Mégret.
Retiré de la vente le 12 novembre 2004, le timbre a été vendu à 2 874 600 exemplaires.

### Bordeaux, Gironde

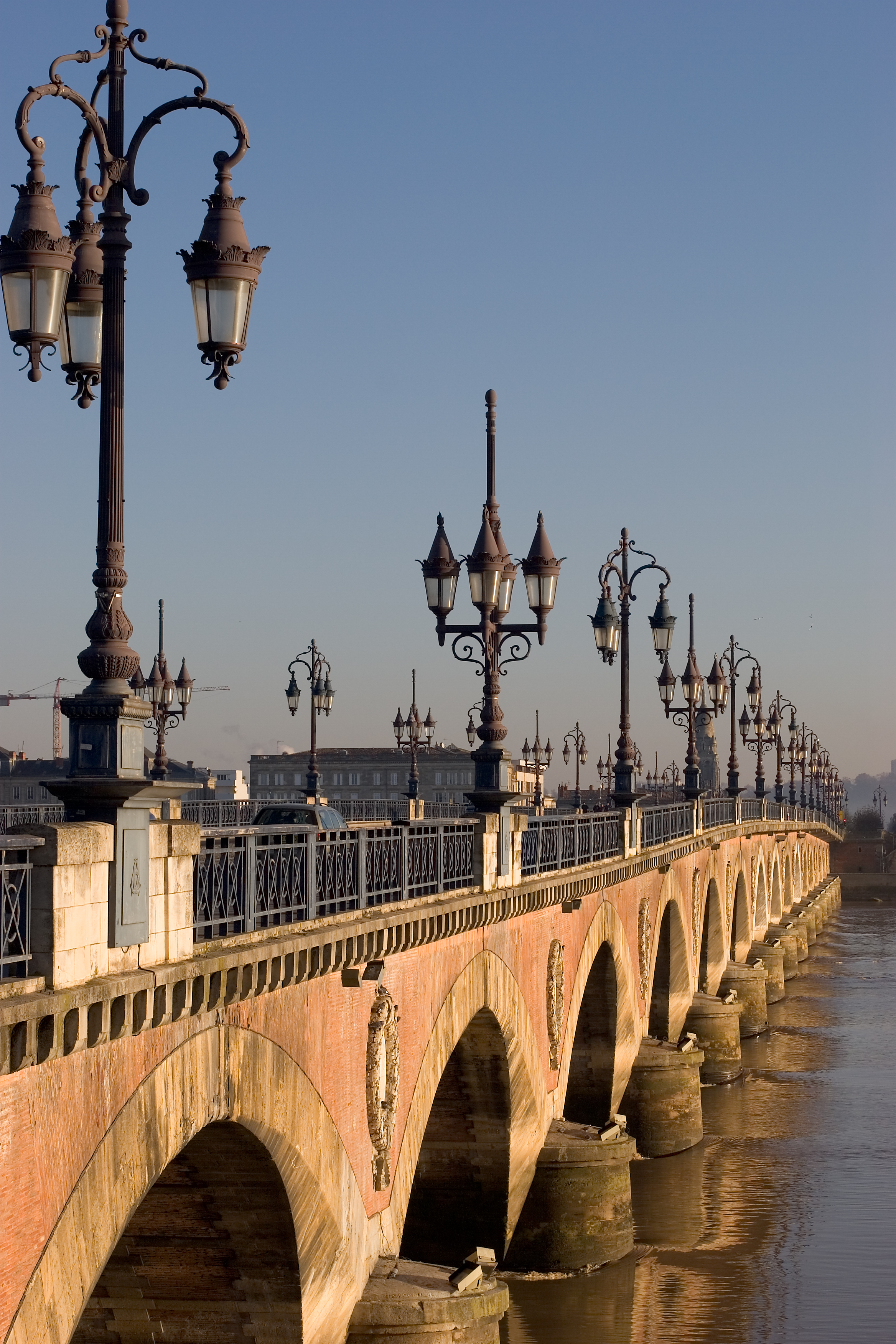
Vue du pont de Pierre.

Le 26 avril, est émis un timbre touristique de 0,50 € sur Bordeaux, en Gironde. Il représente le pont de Pierre et une rame du tramway de Bordeaux inauguré le 21 décembre 2003. Il a été remarqué que, contrairement à ce que montre le timbre, le tramway passe sur le pont, et non sur un deuxième pont à côté.
Le dessin est l'œuvre de Claude Andréotto, gravé par Claude Jumelet pour une impression en taille-douce.
Le timbre est retiré de la vente le 12 novembre 2004.

### Nature de France: animaux de la ferme
Le 26 avril, dans la série Nature de France, sont émis quatre timbres et un bloc mettant en scène ces timbres. Les animaux de la ferme représentés sont : un baudet à 0,75 €, un lapin à 0,45 €, une poule et ses poussins à 0,50 € et une vache à 0,50 €. Le reste de la scène, sur le bloc, montre un canard, un mouton, une oie et un porc couché dans la paille. Leurs valeurs faciales permettent d'affranchir des lettres pour la France depuis l'écopli jusqu'à 50 grammes, et le 0,75 € une lettre simple pour les pays d'Europe non membres de l'Union européenne et l'Afrique.
Le bloc et les timbres sont un dessin de Christophe Drochon, mis en page par l'atelier Didier Thimonier et imprimé en héliogravure.
Les timbres sont retirés de la vente le 25 mars 2005 et le bloc le 16 juin 2006. Ce dernier s'est vendu à 1 409 734 exemplaires (soit 5 638 936 timbres individuels).

## Mai

### Élargissement de l'Union européenne
Le 3 mai, est émis un timbre de 0,50 € pour marquer l'adhésion à l'Union européenne de dix nouveaux États : du nord au sud, l'Estonie, la Lettonie, la Lituanie, la Pologne, la République tchèque, la Slovaquie, la Hongrie, la Slovénie, Chypre et Malte. L'illustration est une carte de l'Europe sur laquelle les pays membres de l'Union sont distingués par une mosaïque composé de leurs drapeaux.
Imprimé en héliogravure, le dessin est signé Louis Briat.
Le timbre est vendu à 4 536 500 exemplaires jusqu'à son retrait de la vente le 12 novembre 2004.

### Diên Biên Phu - Hommage aux combattants
Le 10 mai, est émis un timbre commémoratif de 0,50 € en hommage aux combattants de la bataille de Ðiện Biên Phủ (typographié Diên Biên Phu sur le timbre) qui mit fin à la guerre d'Indochine. Il représente des soldats parachutés dans une prairie ; à l'arrière-plan est visible un massif forestier. Un des soldats regarde dans la direction du lecteur.
Le timbre est dessiné et mis en page par Jean-Paul Véret-Lemarinier, pour une impression en héliogravure.
Retiré de la vente le 12 novembre 2004, il est vendu à 4 254 000 exemplaires.

### Europa: Vacances (feuille)
Le 10 mai, est émis un timbre de 0,50 € sur les vacances, thème annuel de l'émission Europa. L'illustration est une marine de Raoul Dufy représentant des voiliers près d'une plage de plaisance. Le 7 juin 2004, ce timbre est repris en carnets de timbres autocollants pour l'émission annuelle « Vacances ».
La peinture de Raoul Dufy est mise en page par Valérie Besser pour une impression en héliogravure en feuille de 54 timbres.
Les timbres de feuille sont retirés de la vente le 25 mars 2005.

### Blake et Mortimer
Le 17 mai, sont émis deux timbres sur la série de bande dessinée Blake et Mortimer. Ils sont liés à une émission conjointe avec la Belgique pour le centenaire de la naissance du créateur de cette série, Edgar P. Jacobs. Le timbre commun aux deux pays est un portrait des deux héros sur un fond bleu ciel, pour une valeur faciale de 1 € en France (lettre de 100 à 200 grammes pour la Belgique). Le second timbre français à 0,50 € (alors lettre simple pour la France et la Belgique) reprend la couverture de l'album la Marque jaune. 
Les dessins sont repris de l'œuvre d'Edgar P. Jacobs mis en page par Valérie Besser, pour une impression en héliogravure.

### FIFA 1904-2004
Le 24 mai, est émis un timbre commémoratif de 0,50 € pour le centenaire de la Fédération internationale de football association (FIFA). L'illustration reprend le logotype de la FIFA.
La mise en page est de Jean-Paul Cousin pour une impression en héliogravure.
Le timbre est retiré de la vente le 12 novembre 2004.

## Juin

### Débarquements et Libération 1944-2004
Le 7 juin, est émis un timbre commémoratif de 0,50 € pour le 60e anniversaire des débarquements en Afrique du Nord, en Normandie et  en Provence et la libération de la France, pendant la Seconde Guerre mondiale. La fresque représente une femme tentant un bouquet à un soldat libérateur, sur un fond tricolore.
Le dessin est de Raymond Moretti, mis en page par Jean-Paul Cousin et imprimé en héliogravure.
Le timbre est retiré de la vente le 24 juin 2005.

### Jardins de France
Le 7 juin, dans la série des blocs Jardins de France, est émis un bloc de deux timbres consacrés au jardin des Tuileries et au parc floral de Paris. Les deux timbres ont une valeur faciale de 1,90 €, soit deux des tarifs internationaux vers l'Amérique, l'Asie et l'Océanie si utilisé seul, et un troisième des tarifs vers ces continents utilisés ensemble. Ce bloc sert d'annonce pour le Salon du timbre organisé en juin 2004, au parc floral.
Les paysages panoramiques et leur mise en page sont l'œuvre de Christian Broutin, pour une impression en héliogravure.
Le bloc est retiré de la vente le 16 juin 2006.

### Europe: Vacances (carnet)
Le 7 juin, est émis un carnet de dix timbres autocollants de 0,50 € pour l'émission annuelle sur les vacances, qui se trouve également être le thème de l'émission Europa 2004, dont le timbre de France est émis le 10 mai précédent. Les timbres de ce carnet se reconnaissent à leur dentelure ondulée différente de celle par perforation des timbres de feuille.
La marine est une peinture de Raoul Dufy mise en page par Valérie Besser pour une impression en héliogravure.
Le carnet est retiré de la vente le 29 juillet 2005.

### Bloc Salon du timbre 2004
En juin 2004, au cours du Salon du timbre 2004, un bloc non prévu au programme est émis reprenant les quatre timbres de la série Jardins de France émis en 2003 et 2004. En décoration, dans la partie centrale de ce feuillet rectangulaire, sont imprimés des silhouettes de quatre espèces d'arbres typiques des quatre jardins.
Les timbres sont de Christian Broutin. L'impression est réalisée pendant le Salon devant les visiteurs par les employés de l'Imprimerie des timbres-poste et valeurs fiduciaires (ITVF). Elle mêle héliogravure pour les timbres, sérigraphie pour les décorations autour du feuillet et des timbres, dorure à chaud galbée pour les profils d'arbres.
Le bloc reste en vente par correspondance jusqu'à son retrait du catalogue de La Poste fin juin 2005.

### Salvador Dalí 1904-1989,Galatée aux sphères
Le 21 juin, dans la série artistique, est émis un timbre de 1,11 € reproduisant Galatée aux sphères, peinture de Salvador Dalí dont c'est le centenaire de la naissance. Le tarif correspond à l'affranchissement d'une lettre de 50 à 100 grammes pour la France.
L'œuvre est mise en page par l'Atelier Didier Thimonier pour une impression en héliogravure.
le timbre est retiré de la vente le 22 avril 2005.

### Le don d'organes
Le 22 juin, est émis un timbre à 0,50 € sur le don d'organes. Une main dont la paume contient un visage a chacun de ses doigts pointant vers un organe : cœur, foie, reins, poumons et œil.
Dessiné par Hervé Di Rosa, le timbre est mis en page par l'atelier Didier Thimonier.
Le timbre est retiré de la vente le 28 janvier 2005.

### Poste aérienne: Marie Marvingt 1875-1963
Le 23 juin, est émis un timbre de poste aérienne de 5 € en hommage à l'aviatrice Marie Marvingt. Son portrait habillé en aviatrice voisine avec un soleil apparemment levant et un avion en vol. Il s'agit du Capitaine Echemann, premier avion sanitaire créé par Marvingt en 1914, sur lequel des croix normalement rouges sont visibles. Le nom d'Echemann est orthographié « Echeman » sur l'avion du timbre, comme sur le dessin de cet avion par Émile Friant « en hommage à mademoiselle Marvingt ».
Le dessin signé Christophe Drochon est gravé par André Lavergne pour une impression en offset (portrait, ciel et soleil) et taille-douce (avion et mentions.

### Salon du timbre
Fin juin a lieu le Salon du timbre 2004, au parc floral de Paris. Au cours de la manifestation sont émis en vente anticipée plusieurs émissions.

### 77econgrèsde la FFAP, Paris
Le 28 juin, est émis un timbre de promotion de la philatélie pour le 77e congrès de la Fédération française des associations philatéliques (FFAP) qui se tient à Paris, pendant le Salon du timbre. Il représente une Tour Eiffel animée tenant dans sa main le timbre de ce 77e congrès. La valeur faciale est de 0,50 €.
Catherine Maisonnier a dessiné le timbre dont une partie est gravée par Claude Jumelet ; la mise en page est réalisée par l'atelier Didier Thimonier. L'impression est mixte offset et taille-douce.
Le timbre est retiré de la vente le 22 avril 2005.

### Personnages célèbres: Napoléon Ieret la garde impériale
Le 28 juin, dans la série annuelle des Personnages célèbres, est émis six timbres à 0,50 € et un bloc sur le thème « Napoléon Ier et la garde impériale ». Les soldats sont représentés sous une forme dessinée proche des soldats de plomb : outre l'empereur à cheval, on trouve un artilleur à pied, un chasseur à cheval, un dragon, un grenadier à pied et un mameluk. Le bloc est vendu 4,60 € dont 1,60 € de surtaxe au profit de la Croix-Rouge française.
Les timbres sont dessinés par Pierre-Marie Valat et le fond du bloc par Aurélie Baras.
Les timbres en vente individuelle sont retirés de la vente le 22 avril 2005 et le bloc le 29 juillet 2005. Il s'est vendu environ 1,397 blocs.

### Pierre Dugua de Mons
Le 28 juin 2004, a lieu une émission conjointe avec le Canada pour le 400e anniversaire de la fondation de la première colonie en Acadie par Pierre Dugua de Mons (orthographe du timbre). Le timbre représente un portrait de Dugua de Mons se tenant devant les voilures de son navire. L'année « 1604 » est imprimé en plus gros caractères que le nom du personnage historique. Le timbre français est à 0,90 €, tarif de la lettre simple à destination du Canada.
Le timbre est dessiné par Suzanne Duranceau, pour une impression mixte en taille-douce et offset. La mise en page est de Fugazi et la gravure d'André Lavergne.
Le timbre est retiré de la vente le 27 mai 2005.

## Juillet

### Anniversaire
Le 5 juillet, est émis un timbre de vœu « Anniversaire » d'une valeur faciale de 0,50 € représentant un majordome portant à bout de bras un gigantesque gâteau d'anniversaire. À côté des feuilles de timbres, un bloc-feuillet de cinq timbres est également émis à ce type.
Le timbre est signé du dessinateur de bande dessinée Jean-Jacques Sempé et mis en page par Valérie Besser. Il est imprimé en héliogravure en feuille de 40 timbres.
Il est retiré de la vente le 29 juillet 2005 et le bloc le 16 juin 2006. Environ 11 millions de timbres de feuille ont été écoulés et 1 163 828 blocs. En tout, cela constitue environ 16,8 millions de timbres individuels.

### Marianne grandes causes
Le 5 juillet, est émis un timbre grand format au type Marianne du 14 juillet rouge à validité permanente (0,50 € en 2004). La moitié droite du timbre reprend le logotype du Fonds mondial de lutte contre le SIDA, la tuberculose et le paludisme (fond de l'OMS et d'ONUSIDA). Le timbre n'est pas à surtaxe.
La Marianne du 14 juillet est l'œuvre d'Ève Luquet, gravée par Claude Jumelet. Le logotype est gravé en taille-douce par André Lavergne.
Le timbre est retiré de la vente le 27 mai 2005, lors du remplacement de ce type par la Marianne des Français.

### Vincent Van Gogh 1853-1890,La méridienne d'après Millet
Le 5 juillet, dans la série artistique, est émis un timbre de 0,75 € représentant une peinture de Vincent van Gogh intitulé La méridienne d'après Millet. Le tableau représente un couple de paysans dormant à l'ombre d'une meule de paille, pendant les moissons. Il permet alors d'affranchir une lettre de 100 à 200 grammes vers l'Europe hors Union européenne et l'Afrique.
Imprimé en héliogravure, le timbre est mis en page par l'agence Kotao.
Il est retiré de la vente le 27 mai 2005.

### Vaux-sur-Mer, Charente-Maritime
Le 19 juillet 2004, est émis un timbre touristique représentant l'abbaye de Vaux-sur-Mer, en Charente-Maritime.
Le timbre est dessiné et gravé par Ève Luquet et imprimé en taille-douce.
Il est retiré de la vente le 27 mai 2005.

## Août

### Jeux olympiques d'Athènes
Le 2 août, sont émis deux blocs pour les Jeux olympiques d'été, à Athènes. Les deux timbres de 0,50 € utilisés ont la forme d'un drapeau au vent. Ils sont de deux types : le premier à dominante orange représente une course de relais dessinée de manière antique, où deux athlètes se passent une flamme ; le second à dominante bleu et blanche représente trois sports modernes (équitation, kayak et tennis). Comme le veut l'habitude, figurent sur les timbres seulement les anneaux olympiques et le nom de la ville.
Le premier bloc-feuillet est composé de dix timbres (cinq de chacun des types). Un second bloc d'un seul timbre, non prévu au programme, reprend le type des jeux antiques et le met en scène : d'une amphore où est peinte la scène du relais, des timbres de ce type jaillissent comme des flammes et sont emportés par le vent.
Les deux blocs et leur mise en page sont l'œuvre de Sylvie Patte et Tanguy Besset, pour une émission en héliogravure.
Le bloc de dix timbres est retiré le 16 juin 2006 après la vente de 2 049 662 blocs.

### Collection Jeunesse: les sports de glisse
Le 30 août, est émis dans la série Collection Jeunesse un bloc-feuillet de dix timbres consacrés aux sports de glisse. Cinq timbres de 0,20 € représentent la luge, le parachutisme, la planche à voile, le skateboard et le surf. Les cinq timbres de 0,30 € montrent le bicross, le jetski, le parapente, le roller et le snowboard.
Le bloc et ses timbres sont dessinés et mis en page par Éric Fayolle, pour une impression en héliogravure.
La manifestation premier jour a lieu deux mois avant la mise en vente générale pour coïncider avec le Salon du timbre de juin 2004, au parc floral de Paris.
1 694 688 blocs sont vendus jusqu'au retrait du 16 juin 2006.

## Septembre

### Portraits de régions: la France à voir
Le 20 septembre, dans la série Portraits de régions, est émis un bloc-feuillet dix timbres à 0,50 € sur « la France à voir ». Les monuments représentés sont le château de Chambord, Notre-Dame de Paris et le phare du Cap-Ferret. Pour les lieux naturels, sont présents les calanques de Cassis et les gorges du Tarn. Enfin, cinq éléments de construction typique d'une région sont illustrés : un chalet des Alpes, les châteaux cathares, une maison normande, une maison troglodytique et un moulin du Nord.
Comme pour les précédents blocs de cette série, les timbres ne sont pas disponibles en vente individuelle. Un carnet de voyage illustré par Philippe Delord est également mis en vente, contenant un bloc.
Les photographies et le fond du bloc sont mis en page par Bruno Ghiringhelli, pour une impression en héliogravure.
Le bloc est retiré le 14 décembre 2007.

## Octobre

### Cathédrale de Luçon - Vendée
Le 2 octobre, est émis un timbre touristique de 0,50 € sur la cathédrale de Luçon. Un portrait de Armand Jean du Plessis de Richelieu est visible car il a été évêque de Luçon au XVIIe siècle.
Le timbre est dessiné, mis en page et gravé par Pierre Forget pour une impression en taille-douce.

### Halloween
Le 11 octobre, est émis un timbre de 0,50 € pour annoncer Halloween. Le timbre représente des éléments du folklore de cette fête enfantine sur le thème de l'épouvante : araignée, citrouille sculptée, sorcière.
Le dessin est de Julia Suzuki Tsuji pour une impression en offset en feuille de 30 timbres.
Le timbre est retiré de la vente le 29 juillet 2005.

### Félix Éboué 1884-1944
Le 18 octobre, est émis un timbre de 0,50 € pour le 120e anniversaire de la naissance et le 60e anniversaire de la mort de Félix Éboué. À l'arrière-plan est également représenté le général Charles de Gaulle du temps de la Seconde Guerre mondiale, rappel du ralliement de l'administrateur colonial à la France libre.
Le portrait est dessiné et mis en page par Marc Taraskoff pour une impression en héliogravure en feuille de soixante.
Le timbre est retiré de la vente le 29 juillet 2005. Environ 2,72 millions d'exemplaires ont été vendus.

## Novembre

### Le phare d'Ouistreham
Le 2 novembre, est émis un timbre touristique de 0,50 € présentant le phare d'Ouistreham. 
Imprimé en héliogravure en feuille de cinquante-quatre unités, le timbre est dessiné par Pierre-André Cousin.
Il est retiré de la vente le 29 juillet 2005 après la vente d'environ 4,648 millions d'exemplaires.

### Salon philatélique d'automne
Du 10 au 14 novembre, plusieurs mises en vente anticipées avec manifestations premier jour ont lieu pendant le Salon philatélique d'automne, à Paris. Ces différentes émissions sont mises en vente générale le lundi 15 novembre.

### Capitales européennes: Athènes
Le 15 novembre, est émis un bloc de la série Capitales européennes sur Athènes, capitale de la Grèce. Le bloc comprend quatre timbres de 0,50 € qui montrent les monuments suivants : l'Académie, l'église des Saints-Apôtres, l'Odéon d'Hérode Atticus et le Parthénon. Autour des timbres, sont également dessinés : le visage de la statue de Poséidon ou de Zeus, une représentation d'Athéna pensive, un vase grec représentant la chouette, le chapiteau d'une colonne et une colonne sculptée.
Les dessins ont été réalisés par Élisabeth Maupin et mis en page par Valérie Besser, pour une impression en héliogravure.
Le bloc est retiré de la vente le 16 juin 2006. 1 497 236 blocs sont écoulés.

### Croix-Rouge
Le 15 novembre, est émis le timbre Croix-Rouge. Il représente une icône d'une Vierge à l'Enfant. Il est émis sous la forme d'un carnet vendu avec une surtaxe au profit de la Croix-Rouge française.
Imprimé en héliogravure, l'œuvre est mise en page par l'Atelier Didier Thimonier.

### Marianne d'Alger
Le 15 novembre, est émis un carnet de dix timbres autocollants pour le cinquantenaire de l'émission de la Marianne d'Alger. Le carnet comprend cinq timbres de 0,50 € au type de cette Marianne et cinq timbres à validité permanente rouges au type Marianne du 14 juillet (d'une valeur de 0,50 € en 2004).
La Marianne d'Alger, originellement de Louis Fernez, est gravée par Jacky Larrivière. La Marianne du 14 juillet est l'œuvre d'Ève Luquet, gravée par Claude Jumelet. Le carnet est émis en taille-douce.

### Meilleurs vœux (carnet)
Le 15 novembre, est émis un carnet de timbres de vœu pour les fêtes de fin d'année. Il est composé de dix timbres autocollants comprenant cinq types différents à 0,50 € représentant des scènes à thèmes : décorations de Noël, paysage enneigé. Les timbres ont une dentelure ondulée.
Ces timbres sont également disponibles pour les timbres avec vignette personnalisable. Un des types est repris sur un bloc d'un timbre, décoré sur le même thème. Ce bloc est vendu avec une carte de vœu et une enveloppe. Les timbres personnalisés et celui du bloc ne sont pas autocollants, et sont donc dentelés.
Les dessins et mises en page sont signés Philippe Ravon et imprimé en héliogravure.
Le carnet est retiré de la vente le 25 novembre 2005.

### Meilleurs vœux (timbre de feuille)
Le 15 novembre, est émis un timbre de vœu de 0,50 € pour les fêtes de fin d'année représentant une étoile filante sur un fond bleu et bleu ciel. Il est désigné par La Poste « Meilleurs vœux entreprise ».
Le timbre est dessiné et mis en page par Amandine Petroff et imprimé en héliogravure en feuille de soixante unités.
Il est retiré de la vente le 25 novembre 2005. Environ 4,72 millions d'exemplaires ont été vendus.

### Henri Wallon 1812-1904
Le 15 novembre, est émis un timbre commémoratif de 0,50 € pour le centenaire de la mort d'Henri Wallon, dont un amendement permit l'intégration du mot « République » dans les Lois constitutionnelles de 1875, instaurant ainsi la IIIe République.
Le portrait est réalisé par Jean-Paul Véret-Lemarinier d'après une gravure d'époque. Le timbre est mis en page par l'agence Kotao pour une impression en héliogravure.
Le timbre est retiré de la vente le 29 juillet 2005. Environ 3,87 millions d'exemplaires ont été écoulés.

## Timbre préoblitéré
Les timbres préoblitérés de France existent continument depuis 1920 pour permettre l'affranchissement et le traitement rapide d'envois en nombre confiés par des entreprises. Depuis le début des années 1990, ce service est dénommé « Postimpact » par La Poste. Depuis 2002, ils ont illustré par des orchidées.

### Orchidées
Le 1er septembre, est émis un timbre préoblitéré de 0,39 € pour l'affranchissement d'un des types d'envois en nombre. L'illustration représente une « orchidée insulaire » (créditée Orchis insularis, il s'agit de Dactylorhiza insularis) sur un fond bleu. Ce dessin, sur fond mauve a déjà servi sur un timbre préoblitéré de 0,29 € émis le 2 janvier 2002.
Le  timbre est dessiné par Gilles Bosquet pour une impression en offset en feuille de cent unités. Ces timbres sont vendus par 400 exemplaires minimum dans le cadre d'un contrat postimpact, mais peuvent être achetés à l'unité par les collectionneurs (dans ce dernier cas, ils ne peuvent pas servir pour affranchir le courrier).

### Sources
- Catalogue de cotations de Timbres de France, éd. Dallay, 2005-2006. Ce catalogue fournit le nom des artistes, le nombre de timbres par feuille, les dates d'émission et de retrait, et le nombre d'exemplaires vendus s'ils avaient été communiqués par La Poste.
- La Catégorie:Presse philatélique française, notamment leurs parties « Nouveautés » qui annoncent les nouvelles émissions, mais également les dates de retrait et les ventes lors de leur communication par La Poste (n°1802 de décembre 2006 de L'Écho de la timbrologie par exemple).